# Kościół Świętych Apostołów w Atenach
Kościół Świętych Apostołów  (gr. Ναός Αγίων Αποστόλων Σολάκη) – cerkiew w Atenach z końca X wieku, zlokalizowana na ateńskiej agorze; w jej sąsiedztwie znajduje się stoa Attalosa. Świątynia ta jest uważana za najwcześniejszy istniejący przykład typu ateńskiego architektury bizantyjskiej.
Określenie cerkwi „Solaki” wiąże się prawdopodobnie z nazwiskiem rodziny, która sfinansowała remont świątyni lub z XIX-wiecznym określeniem Σολάκη gęsto zaludnionego rejonu wokół kościoła.

## Historia
Cerkiew wybudowano pod koniec X wieku. Została ona wzniesiona częściowo na fundamentach nimfeum z II wieku i częściowo na ruinach wczesnobizantyjskiej rezydencji (której fundamenty odkryto po wschodniej stronie cerkwi).
Świątynia została uszkodzona w 1687 r. podczas walk Turków z Wenecjanami. W latach 1876–1882 cerkiew przeszła istotną renowację, w czasie której zmieniono jej pierwotną bizantyjską formę. Do 1931 roku funkcjonowała jako cerkiew parafialna. W latach 1954–1956 została odrestaurowana i przywrócona do pierwotnej formy.
Obecnie cerkiew świętych Apostołów pełni rolę obiektu muzealnego, liturgia w niej sprawowana jest tylko w dniu święta patronalnego 30 czerwca.

## Architektura i sztuka
Cerkiew zbudowano na planie krzyża z apsydami na czterech końcach jego ramion i narteksem po stronie zachodniej. Dodatkowo pomiędzy ramionami krzyża znajdują się mniejsze apsydy. Cztery kolumny podtrzymują ośmioboczną kopułę.
Wewnątrz przetrwały fragmenty fresków z XVII wieku zdobiących cerkiew. Natomiast w narteksie umieszczono freski z pobliskiej, nieistniejącej już, cerkwi.